# 国際総合武道教育連盟
国際総合武道教育連盟（こくさいそうごうぶどうきょういくれんめい、I.S.B.F）は、フルコンタクト空手団体を中心として設立された総合武道団体。総裁は平野雅龍（空手道牙城會館 創始館長）。顧問にK1-WORLD MAXの武田幸三、みちのくプロレスのグレート・サスケがいる。
日本の伝統文化である武道の修行鍛錬を通じて、古来の武道精神の確立と人格向上育成のための武道教育による青少年の健全育成の推進、あわせて武道の普及発展を目指して設立された団体である。

## 加盟団体
- 空手道牙城會館
- NPO法人 玄気会
- NPO法人 国際科学技術協議会 清真會館
- 実戦空手拳法健心塾
- 空手道氏家塾
- 国際総合教育ネットワーク
- 空手道意闘塾
- 総合武道交流東武会
- 日本拳法連盟大田鴻志会
- 王道会 理心館
- 日本武当気功協会
- 空手道清水道場
- 仙台青葉ジム岩手支部 - ウェイバックマシン（2016年3月4日アーカイブ分）
- 空手道拳龍会　赤阪道場
- 実戦空手道　蒼空会 荻原道場
- 実践空手道 武眞会
- 瀧心館　志誠塾
- 日本実戦武道空手道　山崎塾
- 国際空拳道空手 誠心会
- 英志館・H0S0KAWAジム - ウェイバックマシン（2001年4月4日アーカイブ分）
- 日本武道空手拳法連盟　拳心會
- 松島空手道場
- 空手道　栂瀬道場
- 実戦空手道　拳武会
- 国際真武会空手道連盟
- 総合格闘技空手道　一真塾
- 総合格闘護身術　空手道侑将会
- 空手道　成毛道場
- 空手道　真英塾
- 実戦空手拳法道　平井道場
- 実戦空手道　心学館